# اچ‌دی ۱۳۹۳۵۷
اچ‌دی ۱۳۹۳۵۷ یک ستاره است که در صورت فلکی اژدها قرار دارد.